# 후안 마누엘 산토스
후안 마누엘 산토스 칼데론(Juan Manuel Santos Calderón, 1951년 8월 10일 ~ )은 콜롬비아의 우파 정치인으로, 제32대 대통령으로 활동했다.

## 생애
후안 마누엘 산토스의 할아버지 형제인 에두아르도 산토스는 1938년부터 1942년까지 재임한 콜롬비아의 대통령이자 엘 티엠포 신문의 사장이었다. 아버지는 엘 티엠포의 편집장이었고 형은 스페인의 플라네타 그룹에게 신문사가 팔리기 전까지 국장을 하였다. 사촌인 프란시스코 산토스 칼데론은 알바로 우리베 前 대통령 시절에 부통령을 역임하였다.
미국 캔자스 대학교에서 경제학과 경영학 학사, 영국 런던 정치경제대학교에서 경제개발 및 공공경제학 석사, 미국 하버드 대학교 케네디 행정대학원에서 행정학 석사(M.P.A.)를 받았다.
알바로 우리베 벨레스 정부에서 국방부 장관을 지냈었다. 집권 여당 국민연합사회당의 후보로서 대선에 출마하여, 2010년 6월 20일에 끝난 대통령 선거의 결과 69%의 득표율로 대통령에 당선되었다. 2010년 8월 7일부터 2018년 8월 7일까지 재직하였다. 콜롬비아 분쟁을 끝내기 위해 콜롬비아 무장혁명군과 평화 협정을 맺었으며, 이 공로로 2016년 노벨 평화상을 받았다.

## 역대 선거 결과
| 선거명      | 직책명            | 대수 | 정당           | 1차 득표율 | 1차 득표수  | 2차 득표율 | 2차 득표수  | 결과 | 당락                 |
| ----------- | ----------------- | ---- | -------------- | ---------- | ----------- | ---------- | ----------- | ---- | -------------------- |
| 2010년 선거 | 콜롬비아의 대통령 | 59대 | 국민연합사회당 | 46.68%     | 6,802,043표 | 69.13%     | 9,028,943표 | 1위  | 콜롬비아 대통령 당선 |
| 2014년 선거 | 콜롬비아의 대통령 | 59대 | 국민연합사회당 | 25.72%     | 3,310,794표 | 50.95%     | 7,839,342표 | 1위  | 콜롬비아 대통령 당선 |